# 安畔錫
安畔錫（韓語：안판석，1961年—），韓國電視劇導演。

## 作品列表

### 電視劇
- 1993年：CX《但願回到過去》
- 2000年：MBC《歐巴桑》
- 2002年：MBC《賢貞我愛你》
- 2003年：SBS《興夫家的胡蘆開了》
- 2007年：MBC《白色巨塔》
- 2012年：JTBC《妻子的資格》
- 2013年：JTBC《世界的盡頭》
- 2014年：JTBC《密會》
- 2015年：SBS《聽到傳聞》
- 2018年：JTBC《經常請吃飯的漂亮姐姐》
- 2019年：MBC《春夜》
- 2024年：tvN《畢業》
- 2025年：JTBC《協商的技術》

### 電影
- 2006年：《國境之南》

## 獲獎
- 第43届百想艺术大赏电视部门最佳导演奖
- 第50届百想艺术大赏电视部门最佳导演奖

## 外部連結
- NAVER